# Massacres de l'Estat de Plateau de 2023
Les massacres de l'Estat de Plateau de 2023 van ser una sèrie d'atacs armats entre el 23 i el 25 de desembre de 2023, a l'estat de Plateau, al centre de Nigèria. Van afectar almenys 17 comunitats rurals a les àrees del govern local de Bokkos i Barikin Ladi, i van provocar almenys 200 morts i més de 500 ferits, així com danys materials importants.
Cap grup ha reivindicat la responsabilitat dels atacs. No obstant això, des del 2014, els atacs als agricultors d'ètnia hausa de la regió s'han atribuït als "pastors fulbes semi-nòmades", que "fa temps que es queixen que els agricultors s'estan apropiant de les terres de pastura crucials per a la seva supervivència".

## Context
L'estat de Plateau es troba a la regió central de Nigèria i té una història de conflictes ètnics i religiosos, principalment entre pastors musulmans fulbe i agricultors cristians. El conflicte dels bandolers va començar l'any 2011 com a conseqüència de les desavinences sobre la propietat de la terra i els drets de pasturatge entre ramaders i pagesos. El bandolerisme i la inseguretat es veuen agreujats per l'alta taxa de fecunditat de Nigèria (5,3 a partir del 2023), amb la gran població juvenil que pateix atur i subocupació que els fa susceptibles al radicalisme i al bandolerisme. El canvi climàtic i l'expansió de l'agricultura també condueixen a un augment dels conflictes. Els últims atacs similars produïts a la regió van tenir lloc l'abril de 2022 i el maig de 2023.
Miyetti Allah (MACBAN), un grup de defensa dels interessos fulbe, va acusar el personal de seguretat de l'estat de col·laborar amb els agricultors per atacar els ramaders. Muhammed Nuru Abdullahi, president del MACBAN a l'estat de Plateau, va afirmar que la violència va començar amb un acte fallit de "robatori de bestiar" el 23 de desembre, en el qual tres ramaders van ser assassinats i el 24 de novembre 130 cases van ser cremades. Va recomanar que "per posar fi als enfrontaments incessants entre agricultors i ramaders, el govern federal hauria d'establir ranxos a l'estat de Plateau i altres estats de la Federació destinats a la ramaderia".

## Atacs
Almenys 17 comunitats rurals de les regions de Bokkos i Barkin Ladi van ser atacades els dies 23 i 24 de desembre, deixant almenys 200 persones mortes i més de 500 de ferides. Els atacants, que van utilitzar pistoles i matxets, van cremar cases i altres béns immobles. Tot i que cap grup va reivindicar els atacs, es creu que van ser comesos per milícies fulbe.

## Conseqüències
L'exèrcit nigerià va iniciar operacions per a trobar sospitosos dels atacs. Algunes víctimes van informar que les forces de seguretat van trigar més de dotze hores a respondre.
Els atacs van provocar indignació, i els veïns van demanar justícia i protecció del govern. El governador, Caleb Mutfwang, va condemnar la violència. La seva resposta va ser criticada, i Amnistia Internacional va demanar una investigació independent. La comunitat internacional, incloses les Nacions Unides, la Unió Africana, la Unió Europea i els Estats Units, van expressar la seva condemna i van oferir suport.
Després dels atacs, les fotos de l'atemptat a l'església d'Owo del 2022 van circular a les xarxes socials, amb subtítols manipulats per a suggerir que eren de la massacre.